# Cerapachys varians
Cerapachys varians är en myrart som först beskrevs av Clark 1924.  Cerapachys varians ingår i släktet Cerapachys och familjen myror. Inga underarter finns listade i Catalogue of Life.